# Isabella Eklöf
Isabella Eklöf (Östra Ryd, 10 de febrer de 1978) és una guionista i directora de cinema sueca.
Eklöf va estudiar a l'Escola Nacional de Cinema de Dinamarca. Va aparèixer com a "corredora" en la pel·lícula sueca de 2008 Deixa'm entrar.
Eklöf co-va escriure la pel·lícula sueca 2018 Border amb el director Ali Abbasi; junts van ampliar el material original, una història curta de John Ajvide Lindqvist. Per Border, Eklöf, Abbasi i Lindqvist van ser nominats al Premi Guldbagge al Millor Guió; també van ser nominats per al Premi del Cinema Europeu al millor guionista. Va escriure i va dirigir la pel·lícula danesa Holiday 2018, per la qual va guanyar els premis New Wave Best Picture i New Wave Best Director al Fantastic Fest a Austin, Texas; Holiday va guanyar quatre premis Bodil, inclòs el premi a la millor pel·lícula danesa.

## Premis i nominacions
| Pel·lícula | Any  | Premi                                                   | Resultat   |
| ---------- | ---- | ------------------------------------------------------- | ---------- |
| Border     | 2018 | Premi del Cinema Europeu al millor guionista            | Nominada   |
| Border     | 2019 | Premi Guldbagge al millor guió                          | Nominada   |
| Holiday    | 2018 | Premi Fantastic Fest a la Millor Pel·lícula de New Wave | Guanyadora |
| Holiday    | 2018 | Premi Fantastic Fest al Millor Director de New Wave     | Guanyadora |